# Crna Rijeka
Crna Rijeka är ett samhälle i Bosnien och Hercegovina.   Det ligger i entiteten Republika Srpska, i den nordvästra delen av landet, 200 km nordväst om huvudstaden Sarajevo. Crna Rijeka ligger 170 meter över havet och antalet invånare är 197.
Terrängen runt Crna Rijeka är platt åt sydväst, men åt nordost är den kuperad.Närmaste större samhälle är Bosanski Novi, 6,1 km norr om Crna Rijeka. 
Omgivningarna runt Crna Rijeka är en mosaik av jordbruksmark och naturlig växtlighet. Runt Crna Rijeka är det ganska tätbefolkat, med 67 invånare per kvadratkilometer.